# Vatican Miracle Examiner
«Vatican Miracle Examiner» (яп. バチカン奇跡調査官, Bachikan Kiseki Chōsakan, Дослідники див із Ватикану) — серія ранобе написана Рін Фуджікі та ілюстрована ТОРЕС Шібамото. Серія почалася у 2007 році. Манґа-адаптація Ейдзі Канеди виходила з 2012 по 2014 рік, а друга манґа ілюстрована Анджуе Хіно, почала серіалізацію у 2016 році. Аніме-серіал від J.C.Staff транслювався з 7 липня по 22 вересня 2017 року.

## Сюжет
Сюжет розповідає про двох чоловіків, Хіраґу Йозефа Ко та Роберто Ніколаса, які працюють на таємничу організацію «Престол Святих» (яп. 聖徒の座, Сейто но Дза), підрозділ Ватикану, що займається розслідуванням ймовірних чудес; під час своєї роботи вони зазвичай опиняються втягнутими в загадкові вбивства, які часто їм доводиться розслідувати.
Зрештою їхні шляхи перетинаються з Ґалдуном, стародавньою організацією, яка таємно прагне контролювати Ватикан і з часів Середньовіччя займається темними алхімічними та науковими експериментами в пошуках способу досягти безсмертя.

## Персонажі
Хіраґа Йозеф Ко (яп. 平賀・ヨゼフ・庚, Hiraga Yozefu Kō)
Сейю: Нобухіко Окамото
Молодий японський священник Ватикану, відповідальний за розслідування ймовірних чудес по всьому світу. Він має винятковий талант до математики та науки, що допомагає йому в його ролі розслідувати чудеса, використовуючи науковий підхід.
Роберто Ніколас (яп. ロベルト・ニコラス, Nikorasu Roberuto)
Сейю: Дзюнічі Сувабе
Партнер Джозефа в розслідуваннях, італійський священник з глибокими знаннями в синкретизмі та теології. Він захоплюється стародавніми знаннями та книгами, добре володіє стародавніми та іноземними мовами (знає грецьку, латинську, арабську, іврит, англійську та німецьку). Пізніше з'ясовується, що він осиротів у дванадцять років після того, як його жорстокий батько вбив його матір і втік.
Архієпископ Саул (яп. サウロ大司教, Sauro Daishikyō)
Сейю: Масаші Ебара
Голова Престолу Святих і член Конгрегації у справах святих, він є одним із найвпливовіших чоловіків у Ватикані. Він глибоко поважає відданість Джозефа та Роберто, аж до того що захищає їх, якщо необхідно, від дисциплінарних стягнень.
Лорен Ді Лука (яп. ローレン･ディルーカ, Rōren Dirūka)
Сейю: Сома Сайто
Молодий італійський хакер, відомий у всьому світі, геній з IQ вище 200, який був причетний до терористичних атак та інших злочинів по всьому світу. Після його арешту італійським урядом Ватикан взяв його під варту, щоб використовувати його виняткові таланти. Після програшу в грі Джозефу він погодився співпрацювати з ним і Роберто, надаючи їм підтримку та консультації зі своєї камери. Через його брак моралі та емпатії він змушений носити браслет, наповнений отрутою, яка миттєво вб'є його, якщо він спробує порушити накази Ватикану.
Білл Саскінс (яп. ビル･サスキンス, Biru Sasukinsu)
Сейю: Хірокі Ясумото
Агент ФБР, який вирушив до Африки, щоб розслідувати загадкову смерть свого друга Емі Бонесс. Під час своєї місії він зустрів Джозефа та Роберто, з якими успішно розкрив справу, проте не зміг затримати винуватця Джулію. Саскінс і двоє священників знову зустрічаються в Італії, де вони знову співпрацюють, щоб зупинити плани Джулії.
Священник Джулія (яп. ジュリア司祭, Juria Shisai)
Сейю: Кодзі Юса
На вигляд доброзичливий місіонер африканської церкви, з яким Джозеф і Роберто зустрічаються під час розслідування ймовірного чуда в його місії. Однак згодом з'ясовується, що він є зловісним макіавеллівським лідером Ґалдуна.
Рьота Хіраґа (яп. 平賀良太, Hiraga Ryōta)
Сейю: Цубаса Йонаґа
Молодший брат Джозефа, який страждає на рідкісну форму раку кісток, що повільно його вбиває. Він прикутий до інвалідного візка в спеціалізованому медичному центрі в Німеччині для дітей з невиліковними хворобами. Джозеф часто страждає від видінь або кошмарів, пов'язаних з ним. Пізніше в історії з'ясовується, що з дитинства він міг бачити Ангелів Смерті.

## Медіа

### Ранобе
Рін Фуджікі опублікувала перший роман серії з ілюстраціями на обкладинці від ТОРЕС Шібамото у 2007 році. Перший та другий роман, який вийшов у 2009 році, були опубліковані видавництвом Kadokawa Shoten. У 2010 році серію було перенесено до імпринту жахів Horror Bunko від Kadokawa, який переопублікував перші два романи перед випуском третього у 2011 році.
| №  | Назва | Дата виходу                   | ISBN                                          |
| -- | --- | ----------------------------- | --------------------------------------------- |
| 1  | The Black Academy Kuro no Gakuin (黒の学院) | 10 грудня 2007 25 грудня 2010 | ISBN 978-4-04-873823-1 ISBN 978-4-04-449802-3 |
| 2  | Satan's Judgment Satan no Sabaki (サタンの裁き) | 27 серпня 2009 25 січня 2011  | ISBN 978-4-04-873977-1 ISBN 978-4-04-449803-0 |
| 3  | Golden Darkness Yami no Kogane (闇の黄金) | 25 лютого 2011                | ISBN 978-4-04-873977-1                        |
| 4  | Master of the Millennium Kingdom / Sound of Millennium Sen'nen'ōkoku no Shirabe (千年王国のしらべ)                                                      | 23 липня 2011                 | ISBN 978-4-04-449805-4                        |
| 5  | Blood, Rose, and Cross Chi to Bara to Jūjika (血と薔薇と十字架)                                                                                         | 25 жовтня 2011                | ISBN 978-4-04-100034-2                        |
| 6  | Laplace's Demon Rapurasu no Akuma (ラプラスの悪魔) | 25 травня 2012                | ISBN 978-4-04-100206-3                        |
| 7  | ★The Game of Angels and Demons Tenshi to Akuma no Gēmu (天使と悪魔のゲーム)                                                                             | 25 грудня 2012                | ISBN 978-4-04-100629-0                        |
| 8  | Our Lady of the End / Dei Genitrix of the End Shūmatsu no Seibo (終末の聖母)                                                                            | 25 жовтня 2013                | ISBN 978-4-04-101050-1                        |
| 9  | Ice Wolf Swallowed the Moon Tsuki o Nomu Kōri Ōkami (月を呑む氷狼)                                                                                      | 25 вересня 2014               | ISBN 978-4-04-101969-6                        |
| 10 | The Apostles Without Original Sin Genzai Naki Shito-tachi (原罪無き使徒達)                                                                              | 25 березня 2015               | ISBN 978-4-04-101968-9                        |
| 11 | ★The Imprisoned Detective / The Prison Cell Detective / Detective in the Prison Dokubō no Tantei (独房の探偵)                                           | 20 червня 2015                | ISBN 978-4-04-102937-4                        |
| 12 | The Demons' Feast / The Party of Demons Akuma-tachi no Utage (悪魔達の宴)                                                                               | 24 жовтня 2015                | ISBN 978-4-04-102938-1                        |
| 13 | Solomon's Descendants Soromon no Matsuei (ソロモンの末裔)                                                                                               | 25 лютого 2016                | ISBN 978-4-04-102939-8                        |
| 14 | Cross of Paradise Rakuen no Jūjika (楽園の十字架) | 22 грудня 2016                | ISBN 978-4-04-104985-3                        |
| 15 | ★Zombie Murder Case Zonbi Satsujin Jiken (ゾンビ殺人事件)                                                                                               | 25 лютого 2017                | ISBN 978-4-04-104987-7                        |
| 16 | Twenty Seven Elephants Ni Jū Nana-tō no Zō (二十七頭の象)                                                                                               | 25 липня 2017                 | ISBN 978-4-04-104988-4                        |
| 17 | Bell of Gévaudan Jevu~ōdan no Kane (ジェヴォーダンの鐘)                                                                                                 | 25 квітня 2018                | ISBN 978-4-04-105975-3                        |
| 18 | ★Intersezione Di Un Angelo E Un Angelo Caduto / Eng: Intersection Of An Angel And A Fallen Angel Tenshi to Duò Tenshi no Kōsaten (天使と堕天使の交差点) | 22 листопада 2018             | ISBN 978-4-04-107448-0                        |
| 19 | Adam’s Temptation Adamu no Yūwaku (アダムの誘惑) | 24 липня 2019                 | ISBN 978-4-04-107447-3                        |
| 20 | Koning Der Koningen / Eng: King of Kings Ō no Nakanoō (王の中の王)                                                                                      | 25 серпня 2020                | ISBN 978-4-04-109792-2                        |
| 21 | ★Three Mysterious Fugues Mittsu no Nazo no Fūga (三つの謎のフーガ)                                                                                      | 24 грудня 2020                | ISBN 978-4-04-110842-0                        |
| 22 | The Place Where the Angels Lead Tenshi no Mure no Michibiku Sho (天使の群れの導く処)                                                                    | 16 липня 2021                 | ISBN 978-4-04-111515-2                        |
| 23 | ★Secret Garden Himitsunohanazono (秘密の花園) | 21 вересня 2022               | ISBN 978-4-04-111441-4                        |
| 24 | Prophecy of the Sword in the Stone Seiken no Yogen (聖剣の預言)                                                                                         | 24 серпня 2023                | ISBN 978-4-04-113396-5                        |
| 25 | The Monster of Waivstan Ueibusutan no Kaibutsu (ウエイブスタンの怪物)                                                                                   | 23 серпня 2024                | ISBN 978-4-04-113397-2                        |

### Манґа
Манґа-адаптація Ейдзі Канеди почала виходити в журналі Comic Kai від Kadokawa 24 січня 2012 року. Серію було зібрано у два томи, опубліковані 20 лютого 2013 року (ISBN 978-4-04-120572-3) та 24 січня 2014 року (ISBN 978-4-04-120973-8).
Анджуе Хіно розпочала серіалізацію другої манґи у вересневому номері журналу сьодзьо-манґа Monthly Comic Gene від Media Factory 12 серпня 2016 року.

### Аніме
Аніме-адаптацію було анонсовано в грудневому номері журналу Monthly Comic Gene, який вийшов 15 листопада 2016 року. Телевізійний серіал транслювався з 7 липня по 22 вересня 2017 року. Серіал налічував 12 епізодів, також буде випущено оригінальну відеоанімацію. Йошітомо Йонетані був режисером у студії J.C.Staff, а сценаристом виступив Сейші Мінакамі. Дизайном персонажів займався Кадзунорі Івакура. Screen Mode виконала початкову пісню «Mysterium». Нобухіко Окамото виконав кінцеву пісню. Sentai Filmworks ліцензувала аніме і транслювала його на Amazon Prime Video. MVM Films ліцензувала серіал у Великій Британії.

## Сприйняття
Серія розійшлася тиражем понад 950 000 копій в Японії.